# Stevnstrup
Stevnstrup es un área urbana del municipio de Randers, situado en la región de Jutlandia Central (Dinamarca). Tiene una población estimada, a inicios de 2024, de 2619 habitantes.